# ويلز في العصور الوسطى المبكرة

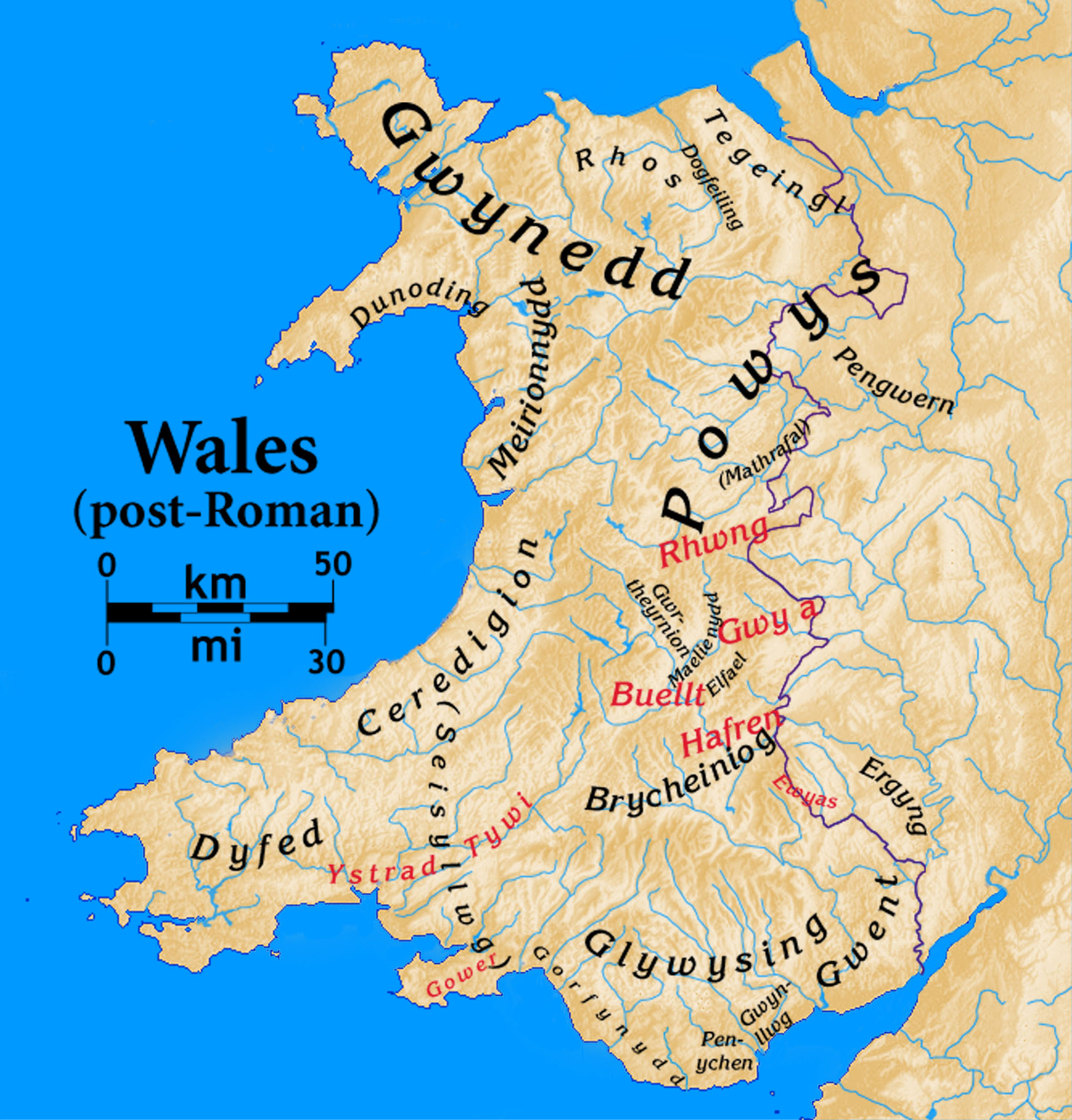
الممالك الويلزية في حقبة ما بعد الرومان.

يشمل تاريخ ويلز في العصور الوسطى المبكرة الفترة الزمنية بين رحيل الإمبراطورية الرومانية حوالي سنة 383 وتولي ميرفن فرينك عرش مملكة غوينيد حوالي سنة 825، في تلك الأوقات كانت هنالك حركة تدريجية لتوحيد القوى لتكوين ممالك هرمية، وكانت نهاية فترة القرون الوسطى بداية الانتقال من اللغة الويلزية البدائية إلى اللغة الويلزية القديمة. وكذلك فترة أخذت فيها الحدود الأنكلو- ولزية شكلها شبه النهائي (الخط الحدودي المتبوع بالأوفاس دايك). حدث لاحقًا توحيد ناجح لما يعرف ببلاد ويلز، وذلك في الحقبة التالية في أثناء سقوط ميرفن فرينك.  
كانت ويلز في غضون تلك الحقبة بلادًا قروية تمتاز بمستوطنات صغيرة تُدعى الترفي، حكمت الطبقة الأرستقراطية المحلية آنذاك الأراضي المحلية وكذلك الأرستقراطيين المحاربين حيث تمت السيطرة على قِطع الأراضي في بادئ الأمر ثم التوسع إلى السيطرة على قاطني هذه الأراضي وغالب هؤلاء كانوا إما فلاحين مستأجرين أو عبيداً استجابة لأمر الأرستقراطيين الذي يملكون ويسيطرون على الأرض التي يتخذها هؤلاء مكانًا للعيش. لم يكن هناك شعور بالانتماء إلى العشيرة ذلك أن الجميع بدءاً من المُلّاك حتى العبيد يتم تعريفهم عن طريق نسب العائلة (التود) أو المكانة الشخصية (البرينت).
اتُبعت الديانة المسيحية في عصر الرومان والسيلتك-البريطان (أو ما يطلق عليهم البريطان القدماء) الذين عاشوا بالقرب من ويلز خلال تلك الحقبة الزمنية، ثم تلت التأسيس شبه الأسطوري لغويند خلال القرن الخامس حالة من الصراع الداخلي في ويلز والممالك البريطانية المتعارفة في شمال إنجلترا وجنوب اسكتلندا (الشمال القديم) حيث طرأ انحراف واضح على اللغة وتركيبها في منطقة الجنوب الغربي من شبه جزيرة المملكة المتحدة في دومنونيا (المعروفة بمملكة البرايثونك) والتي تُعرف في ويلز بكيرنوي (كورنوول حالياً) حتى عُرفت في نهاية المطاف بمملكة وسكس (المملكة الأنلجوساكسونية). أما القرنان السابع والثامن فامتازا بالحرب المستمرة بين الممالك الويلزية الشمالية والشرقية ضد الممالك الأنجلوساكسونية التي تعود إلى مملكتي نورثمبريا ومرسيا وشهدت تلك الحقبة كفاح الويلزيين وهم يتخذون اسمهم الحديث بأنفسهم (سيمري) الذي يعني أصحاب البلد الواحد، بالإضافة إلى أن تلك الحقبة شهدت اضمحلال وزوال الممالك المعروفة في شمال إنجلترا وجنوب اسكتلندا على أيدي مملكة نورثمبريا التي كانت في أوج قوتها. 

## جغرافية ويلز
تبلغ المساحة الكلية للويلز 20,779 كـم2 (8,023 ميل2) أو ما يقابل 9% من مساحة بريطانيا العظمى وتغلب على هذه المساحة الطبيعة الوعرة مع مساحات جرداء خالية من الأشجار بالإضافة إلى وجود أعشاب طبيعية تغطي بعض الأراضي، كما يوجد هناك ما يقارب 1200 كم من الأراضي الساحلية وكذلك خمسون من الجزر البحرية وأكبرها جزيرة أنغلزي. إن المناخ السائد حالياً هو مناخ رطب بحري ويكون فصل الصيف فيه دافئاً والشتاء معتدلًا مقاربًا لما كان عليه في العصور الوسطى. وعلى الرغم من ذلك، فقد حصل تغير كبير في المناخ وأصبح أكثر برودة ورطوبة في بدايات تلك الفترة. في حينها كان الساحل الجنوبي يعتبر من الأراضي الرطبة إلا أن التغير المناخي المستمر منذ فترة حكم الإمبراطورية الرومانية أدى إلى ذلك التغيير.
تمتاز أراضي ويلز بأنها غنية بالكثير من المعادن المهمة مثل الذهب والنحاس والرصاص والفضة والزنك. المعادن التي تم استغلالها منذ العصر الحديدي وخصوصاً خلال فترة الحكم الروماني على المنطقة في تلك الفترة هي الجرانيت والحجر الرخو في الشمال أما في الجنوب والشرق فكثر الحجر الرملي أو ما يعرف بحجر الكوارتز.
كانت ويلز موطنًا أصليًا لكثير من الحيوانات والثدييات مثل الدب البني والذئب والقطط البرية والقوارض وأنواع كثيرة أخرى من ابن عرس والزبابة (حيوان يشبه الفأر) وفئران الحقل وأنواع من الخفاش، أيضاً كانت هناك أنواع أخرى من الطيور والأسماك بل حتى المحار.
كانت نسبة التعداد السكاني في العصور الوسطى منخفضة نسبيًا مقارنة بإنجلترا، لكن الجهود المبذولة لتحديد حجمها بشكل موثوق لم تقدم بعد نتائج مقبولة على نطاق واسع.

## سبل العيش
تركزت أغلب الأراضي الصالحة للزراعة في الجنوب والجنوب الشرقي وكذلك الجنوب الغربي وفي جزيرة أنغليسي وعلى طول الساحل، إلا أنه وعلى أي حال، يصعب تحديد الاستخدام الأول للأرض بسبب صعوبة أيجاد دليل حي يُعتمد عليه في إعطاء التقديرات. كانت تصفية الغابات موجودة منذ عصر الآلة (العصر الحديدي) وتبقى كيفية استغلال الأرض التي قام بها الويلزيون الأقدمون أمرًا غير معروف وهذا يُعزى إلى ظروفهم المحددة مثل نوع القمح والشعير الذي يفضلونه والشوفان والجاودار اللذين يعتمدان على فصل هطول المطر وموسم النمو وكذلك مواصفات التربة ودرجات الحرارة في المناطق التي عاشوا فيها، أما فيما يخص جزيرة أنغليسي فهي تعتبر أمرًا استثنائيًا؛ لأنها عُرفت بإنتاج الحبوب بكميات تكثر عن أي مكان آخر في ويلز.
شملت الحيوانات من جهة أخرى تربية المواشي والخنازير والأغنام وعددًا ليس بالكبير من الماعز. أما البغال فقد كانت تربيتها لغرض الحراثة لتحمل العبء الواقع على ظهور المطايا الأخرى، أما الأحصنة فقد أبقوا على تربيتها بغية النقل. كانت أهمية الأغنام قليلة بالمقارنة بالعصور التي تلت تلك الفترة؛ ذلك أن اهتمامهم بالرعي في المناطق المرتفعة لم يبدأ إلا بعد القرن الثالث العشر وكان رعاة الخنازير ورعاة الأغنام يقومون بالاعتناء بحيواناتهم إلا أنهم لم يعتادوا على حبسها حتى في المناطق المنخفضة بل على غرار ذلك كانت الأراضي المفتوحة مكانًا للرعي، وجرى تطبيق الترحال الرعوي فيما بعد، ليس عند هذا الحد وحسب بل جرت تربية النحل لإنتاج العسل.

## المجتمع

### الأرض والكيانات السياسية
أطلق الويلزيون على أنفسهم أسماء من حيث المقاطعة والملكية لا من حيث العشيرة؛ ولهذا السبب كان هناك ممن يدعون الغينوايزيون ومجموعة أخرى تطلق على نفسها اسم الغيرغوينتيون فضلاً عن البروسينيكيين. كانت سياقات الشعب الويلزي تتضارب مع الكثير من السياقات الكلامية الايرلندية والأنجلو- ساكسونية إذ إن الأرض تسمى باسم قاطنيها (مقاطعة كانوت نسبة إلى عشيرة كانوتا ومنطقة إيسكس نسبة إلى الساكسونيين الشرقيين) وهذا الأخير يكون بعيداً عن المقاطعات ذات الأسماء الأصلية التي تُسمى عادة باسم مؤسسها الأول مثل (غلاوسينغ نسبة إلى مؤسسها غلاويس ومنطقة سيريديجوين نسبة إلى سيريديج).
كان المصطلح السياسي الذي يطلق على الكيان السياسي الويلزي هو «غويلاد» الذي يعني بلد وهذا يعرب عن فكرة «وجود الحكم» مع وجود المكونات الإقطاعية، حيث يقابله المصطلح اللاتيني «رينغوم» الذي أشار إلى تغير وتوسع وتقلص سلطة أي حاكم. بدأ الحكم آنذاك يميل إلى كونه محددًا بمنطقة معينة يمكن الاحتفاظ بها وحمايتها أو توسيعها أو التعاقد عليها على الرغم من أن الأراضي نفسها كانت عبارة عن قطع محددة وليست تحت مسمى البلد (غويلاد).
أطلق الويلزيون في فترة القرون الوسطى العديد من الأسماء على الحكام إذ كانت أسماء معينة وتختلف بمرور الزمن واعتمدوا في ذلك على المصادر الأدبية المختلفة أكثر من غيرها من المصادر. كانت النصوص اللاتينية تستخدم مصطلحات اللغة اللاتينية في حين كانت اللغة العامية تعتمد الكلمات الويلزية ولم تختلف تلك المصطلحات فقط في تسميتها، فقد اختلفت معانيها أيضاً بمرور الوقت، على سبيل المثال كلمة «برينين»، سبق وكانت تعني مَلِك في القرن الثاني عشر، إلا أن المعنى الأصلي لهذه الكلمة كان أي شخص ذي مكانة.
عُرف الملوك في بعض الأوقات بأنهم ملوك «مفرطون»، إلا أن تعريف مثل تلك الكلمة لم يكن واضحاً إذ أشار إلى أحد المعنيين، إما ملك بسلطة قاطعة أو أي شخص بسلطة عالية.

### الملوك
كان للملوك في معظم فترات العصور الوسطى المبكرة القليل من المهام باستثناء المهام العسكرية. قام الملوك بشن الحروب وأصدروا الأحكام (بالتشاور مع الشيوخ المحليين) لكنهم لم يحكموا بأي معتقد من الأحكام تلك، ومنذ القرن السادس حتى القرن الحادي عشر أصدر الملك فرقة حربية كحاشية عسكرية شخصية تسمى تيولو توصف بأنها «مجموعة صغيرة سريعة الحركة ومتماسكة، وقد شكلت هذه النخبة العسكرية جوهر أي جيش أكبر يمكن تجميعه». كانت العلاقات بين الملك وأعضاء الفرقة الحربية شخصية، وقد عزز العمل بنظام التبني تلك الروابط الشخصية.

### الأرستقراطية
جرى تطبيق السلطة والعمل بها على المستوى المحلي من قبل الأسر التي تسيطر على الأرض أو الأشخاص الذين يعيشون على تلك الأرض. يتم التمييز بينها قانونًا من خلال وجود حدود أعلى (عقوبة للإهانة) من عامة الناس وكذلك عن طريق سجلات معاملاتهم (مثل النقل البري) عن طريق مشاركتهم في الأحكام والإدارة المحلية بتملكهم دورًا استشاريًا في الأحكام الصادرة عن الملك.
توجد إشارات ضمن التقسيم الطبقي الاجتماعي الذي يعرف الأرستقراطية على نطاق واسع في الأدب والقانون الويلزي حيث جرى تقييم امتياز الرجل من حيث المكانة التي كانت على نوعين (الولادة والسلطة) ومن حيث أهمية رئيسه، وقد يكون كل رجل أوشيلور (رجلًا رفيعًا)، لكن الملك أعلى من مكانة (الزعيم الإقليمي) لذلك كان التعويض القانوني عن الخسارة التي تلحق برجال الملك الذين يكدون بلا أجر أعلى من الخسارة المكافئة لرجل السندات. شددت المصادر المبكرة على الولادة وعملها كمحددات للنبل لا كعامل الثراء الذي أصبح لاحقًا مرتبطًا بالأرستقراطية.